# 파탓루앙

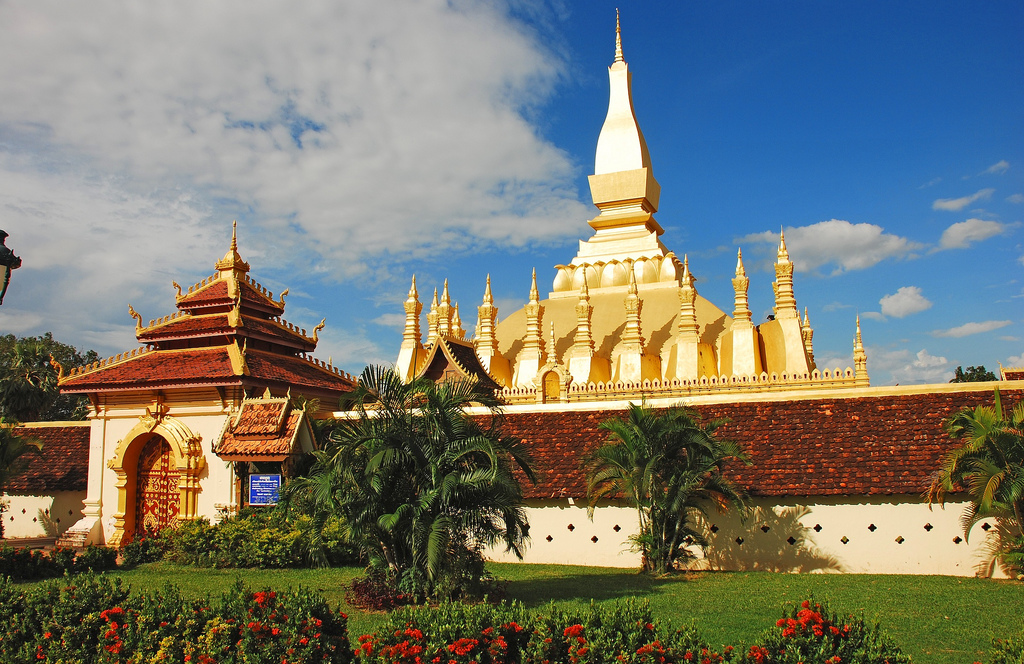
파탓루앙

파탓루앙(라오어: ພຣະທາດຫຼວງ, Pha That Luang)은 라오스 비엔티안에 위치한 불교 사원이다. 라오스의 상징으로 여겨지고 있으며 라오스의 국장과 지폐에 사용되고 있다.
3세기에 마우리아 왕조의 아소카가 파견한 불교 선교사들이 처음 세웠으며 13세기에 크메르 형식의 불교 사원이 세워졌다. 16세기에 현재와 같은 건물이 세워졌는데 이는 13세기에 지어진 건물을 바탕으로 세워진 것이었다. 19세기에는 시암 군대의 침공으로 인해 무너지기도 했지만 재건되었다.

파탓루앙 (2009)